# 姫野カオルコ
姫野 カオルコ（ひめの かおるこ、1958年8月27日 - ）は、日本の小説家。雅号：姫野 嘉兵衛。

## 人物
1958年（昭和33年）、現在の滋賀県甲賀市に生まれる。青山学院大学文学部日本文学科を卒業。
嬰児の頃から、いろいろな他人宅に預けられていた。小学校入学後も鍵っ子で一人っ子だった。そのため空想や書くことが友達代わりだった、小学生の頃から作家を志す。大学在学中より読者投稿原稿のリライト作業などを主としていたが、映画評も書くようになる。卒業後、画廊で、事務のアルバイトをしながら小説を執筆し、1990年、講談社に持ち込みをした『ひと呼んでミツコ』で32歳で単行本デビュー。
1997年の『受難』、2003年の『ツ、イ、ラ、ク』、2006年の『ハルカ・エイティ』、2010年の『リアル・シンデレラ』がそれぞれ直木賞候補となる。メジャーな作風ではないぶん、少数派から熱烈支持され、これからの活躍を期待すると雑誌などで特集されることがよくあったので「前夜祭作家」と自称していたが、2014年1月、『昭和の犬』で第150回直木賞を受賞。受賞後の会見で「アーティストとしてはノミネートが嬉しいが、本が売れるのでビジネスマンとしては受賞が嬉しい」と語った。
2019年10月、『彼女は頭が悪いから』で第32回柴田錬三郎賞を受賞。
同年4月の東京大学入学式祝辞で上野千鶴子名誉教授が『彼女は頭が悪いから』に言及し、TVニュースにもなって注目された。
連絡は「姫野カオルコ公式サイト」からできる。
姫野は1970年代に日本でもブレイクしたフレンチポップスのシンガーソングライターであるミッシェル・ポルナレフのファンとしても知られる。

## 作品リスト

### 小説
- 令嬢嬲り（1986年 共著 二見書房 マドンナメイト文庫）
- ひと呼んでミツコ（1990年 講談社 / 1993年 講談社文庫 / 2001年 集英社文庫）
- ガラスの仮面の告白（1990年 主婦の友社 / 1992年 角川文庫）
- 空に住む飛行機（1992年 主婦の友社 / 1994年 講談社文庫）
  - 【改題】ドールハウス（1999年 角川文庫）
- 四角関係（1992年 講談社）
  - 【改題】A. B. O. AB（1998年 集英社文庫）
- 変奏曲（1992年 マガジンハウス / 1995年 角川文庫）
- 喪失記（1994 福武書店 / 1997年 角川文庫）
- 短編集H（1994年 徳間書店）
  - 【改題】H（アッシュ）（1997年 徳間文庫）
- 愛はひとり（1995年 幻冬舎 / 1999年 集英社文庫）
- ラブレター（1996年 光文社）
  - 【改題】終業式（1999年 新潮文庫 / 2004年 角川文庫）
- バカさゆえ･･･。（1996年 角川文庫）
- 不倫（レンタル）（1996年 角川書店 / 2001年　角川文庫）
- 受難（1997年 文藝春秋 / 2002年 文春文庫）
- 整形美女（1999年 新潮社 / 2002年 新潮文庫 ／ 2015年 光文社文庫）
- 蕎麦屋の恋（2000年 イースト・プレス / 2004年 角川文庫〈単行本の一部を収録〉）
- サイケ（2000年 集英社 / 2003年 集英社文庫）
- 特急こだま東海道線を走る（2001年 文藝春秋）
  - 【改題】ちがうもん（2004年 文春文庫）【改題】純喫茶（2016年 PHP文芸文庫）
- よるねこ（2002年 集英社 / 2005年 集英社文庫）
- ツ、イ、ラ、ク（2003年 角川書店 / 2007年 角川文庫）
- 桃（2005年 角川書店）
  - 【改題】桃―もうひとつのツ、イ、ラ、ク（2007年 角川文庫）
- ハルカ・エイティ（2005年 文藝春秋 / 2008年 文春文庫）
- コルセット（2006年 新潮社 / 2009年 新潮文庫）
  - 【改題】お金のある人の恋と腐乱（2015年 光文社文庫）
- ああ正妻（2007年 集英社）
  - 【改題】結婚は人生の墓場か?（2010年 集英社文庫）
- もう私のことはわからないのだけれど（2009年 日経BP社）
  - 【改題】風のささやき 介護する人への13の話（2011年 角川文庫）
- リアル・シンデレラ（2010年 光文社 / 2012年 光文社文庫）
- 昭和の犬（2013年 幻冬舎/2015年 幻冬舎文庫）
- 近所の犬（2014年 幻冬舎/2017年 幻冬舎文庫）
- 部長と池袋（2015年 光文社文庫〈単行本『蕎麦屋の恋』の一部を改稿し収録〉）
- 謎の毒親（2015年 新潮社 / 2018年 新潮文庫）
- 彼女は頭が悪いから（2018年 文藝春秋）
- 青春とは、（2020年 文藝春秋）
- 悪口と幸せ（2023年　光文社）

### エッセイ集
- 恋愛できない食物群（1991年 毎日新聞社）
  - 【改題】禁欲のススメ（1993年 角川文庫）
- 愛は勝つ、もんか（1994年 大和出版 / 2000年 角川文庫）
- ブスのくせに!（1995年 毎日新聞社 / 2001年 新潮文庫）
  - 【改題・改稿】ブスのくせに! 最終決定版（2007年 集英社文庫）
- みんな、どうして結婚してゆくのだろう（1997年 大和出版 / 2000年 集英社文庫）
- 初体験物語（1997年 朝日新聞社 / 1998年 角川文庫）
- すべての女は痩せすぎである（2000年 大和出版 / 2004年 集英社文庫）
- ほんとに「いい」と思ってる?（2002年 角川文庫）
- すっぴんは事件か?（2008年 筑摩書房 / 2012年 ちくま文庫）
  - 【改題】ジャズをかける店がどうも信用できないのだが……。（2016年 徳間文庫）
- ああ、懐かしの少女漫画（2011年 講談社文庫）
- ああ、禁煙vs.喫煙（2013年 講談社文庫）
- 何が「いただく」ぢゃ！（2019年 プレジデント社）
- 忍びの滋賀（いつも京都の日陰で）（2019年 小学館新書）
- ケーキ嫌い（2023年　光文社文庫）
- 顔面放談（2023年　集英社）

### 絵本
- ボヴァリー夫人（原作：フローベール、絵：木村タカヒロ、2003年 角川書店）

### 文庫解説
- キューティーハニー（永井豪、1995年、扶桑社コミック文庫） - 2巻の解説を担当。

## メディア・ミックス

### 映画
- female フィーメイル（2005年5月14日公開、配給：東芝エンタテイメント、オムニバス形式）
  - 桃（監督：篠原哲雄、主演：長谷川京子）
- 受難（2013年12月7日公開、配給：ファントム・フィルム、監督：吉田良子、主演：岩佐真悠子）

### 漫画
- 青痣 しみ（作画：やまじえびね、2009年5月 扶桑社）